# Processo Oppenheimer–Phillips
O processo Oppenheimer–Phillips (O-P), ou tira de reação, é um tipo de reação nuclear induzida por deutério. Neste processo, a metade de nêutrons de um deutério energético (um isótopo estável do hidrogênio com um próton e um nêutron) se funde com um núcleo alvo, transmutando a meta de um isótopo mais pesado ao ejetar um próton. Um exemplo é a transmutação do carbono-12 e carbono-13.
O processo permite uma interação nuclear a ocorrer em energias mais baixas do que seria esperado a partir de um simples cálculo da barreira de Coulomb entre um deutério e um núcleo alvo. Isto acontece porque, como o deutério se aproxima do núcleo alvo carregado positivamente, experimenta uma polarização de carga, onde o "próton-fim" fica de costas do alvo e o "nêutron-fim" fica voltado para o alvo. A fusão procede quando a energia de ligação do nêutron e o núcleo destino excede a energia de ligação do deutério e um próton é então repelido de um novo núcleo, mais pesado.

## História
A explicação deste efeito foi publicada por Robert Oppenheimer e Melba Phillips em 1935, considerando-se experiências com o cíclotron de Berkeley mostrando que alguns elementos se tornaram radioativos sob bombardeio de deutério.

## Mecanismo
Durante o processo de O-P, a carga positiva de deutérios é espacialmente polarizada, e recebe preferencialmente numa extremidade da distribuição de densidade de deutérios, nominalmente, o "próton-fim". Como o deutério se aproxima do núcleo alvo, a carga positiva é repelida pelo campo eletrostático, até que, assumindo que a energia incidente não seja suficiente para a superação da barreira, o "próton-fim" aproxima-se a uma distância mínima que escala a barreira de Coulomb na medida como pode. Se o "nêutron-fim" está próximo o suficiente da força nuclear forte, que só opera em distâncias muito curtas, a exceder a força eletrostática repulsiva sobre o "próton-fim", a fusão de um nêutron com o núcleo alvo pode começar. A reação processa-se da seguinte forma:
2D + AX → 1H + A+1X
No processo de O-P, como as fusões de nêutrons no núcleo alvo, a força vinculativa ao deutério puxa o "próton-fim" mais perto do que um próton nu poderia ter se aproximado por conta própria, aumentando a energia potencial da carga positiva. Como o nêutron é capturado, um próton é removido a partir do complexo e é ejetado. O próton neste momento é capaz de transportar mais do que o incidente de energia cinética do deutério, uma vez que se aproximou do núcleo alvo mais perto do que o que é possível para um próton isolado com a mesma energia incidente. Em tais casos, o núcleo transmutado é deixado num estado de energia, como se fundiu com um nêutron de energia cinética negativa. Há um limite superior da quantidade de energia que o próton pode ser ejetado, definida pelo estado fundamental do núcleo filha.